# Grand Prix Australii 1995
Grand Prix Australii 1995 (oryg. EDS Australian Grand Prix) – ostatnia runda Mistrzostw Świata Formuły 1 w sezonie 1995, która odbyła się 10 - 12 listopada 1995, po raz 11. na torze Adelaide Street Circuit.
60. Grand Prix Australii, 11. zaliczane do Mistrzostw Świata Formuły 1.

## Wyniki

### Kwalifikacje
| P  | Nr | Kierowca              | Konstruktor(-silnik) | Opony | Czas     | Odstęp   | Strata   |
| -- | -- | --------------------- | -------------------- | ----- | -------- | -------- | -------- |
| 1  | 5  | Damon Hill            | Williams-Renault     | G     | 1:15.505 | -        | -        |
| 2  | 6  | David Coulthard       | Williams-Renault     | G     | 1:15.628 | 0:00.123 | 0:00.123 |
| 3  | 1  | Michael Schumacher    | Benetton-Renault     | G     | 1:15.839 | 0:00.211 | 0:00.334 |
| 4  | 28 | Gerhard Berger        | Ferrari              | G     | 1:15.932 | 0:00.093 | 0:00.427 |
| 5  | 27 | Jean Alesi            | Ferrari              | G     | 1:16.305 | 0:00.373 | 0:00.800 |
| 6  | 30 | Heinz-Harald Frentzen | Sauber-Ford          | G     | 1:16.647 | 0:00.342 | 0:01.142 |
| 7  | 14 | Rubens Barrichello    | Jordan-Peugeot       | G     | 1:16.725 | 0:00.078 | 0:01.220 |
| 8  | 2  | Johnny Herbert        | Benetton-Renault     | G     | 1:16.950 | 0:00.225 | 0:01.445 |
| 9  | 15 | Eddie Irvine          | Jordan-Peugeot       | G     | 1:17.116 | 0:00.166 | 0:01.611 |
| 10 | 7  | Mark Blundell         | McLaren-Mercedes     | G     | 1:17.348 | 0:00.232 | 0:01.843 |
| 11 | 25 | Martin Brundle        | Ligier-Mugen-Honda   | G     | 1:17.624 | 0:00.276 | 0:02.119 |
| 12 | 26 | Olivier Panis         | Ligier-Mugen-Honda   | G     | 1:18.033 | 0:00.409 | 0:02.528 |
| 13 | 9  | Gianni Morbidelli     | Footwork-Hart        | G     | 1:18.391 | 0:00.358 | 0:02.886 |
| 14 | 4  | Mika Salo             | Tyrrell-Yamaha       | G     | 1:18.604 | 0:00.213 | 0:03.099 |
| 15 | 24 | Luca Badoer           | Minardi-Ford         | G     | 1:18.810 | 0:00.206 | 0:03.305 |
| 16 | 3  | Ukyō Katayama         | Tyrrell-Yamaha       | G     | 1:18.828 | 0:00.018 | 0:03.323 |
| 17 | 23 | Pedro Lamy            | Minardi-Ford         | G     | 1:18.875 | 0:00.047 | 0:03.370 |
| 18 | 29 | Karl Wendlinger       | Sauber-Ford          | G     | 1:19.561 | 0:00.686 | 0:04.056 |
| 19 | 10 | Taki Inoue            | Footwork-Hart        | G     | 1:19.677 | 0:00.116 | 0:04.172 |
| 20 | 22 | Roberto Moreno        | Forti-Ford           | G     | 1:20.657 | 0:00.980 | 0:05.152 |
| 21 | 21 | Pedro Diniz           | Forti-Ford           | G     | 1:20.878 | 0:00.221 | 0:05.373 |
| 22 | 17 | Andrea Montermini     | Pacific-Ford         | G     | 1:21.659 | 0:00.781 | 0:06.154 |
| 23 | 16 | Bertrand Gachot       | Pacific-Ford         | G     | 1:21.998 | 0:00.339 | 0:06.493 |
| 24 | 8  | Mika Häkkinen         | McLaren-Mercedes     | G     | 1:37.998 | 0:16.000 | 0:22.493 |
| P  | Nr | Kierowca              | Konstruktor(-silnik) | Opony | Czas     | Odstęp   | Strata   |

### Wyścig

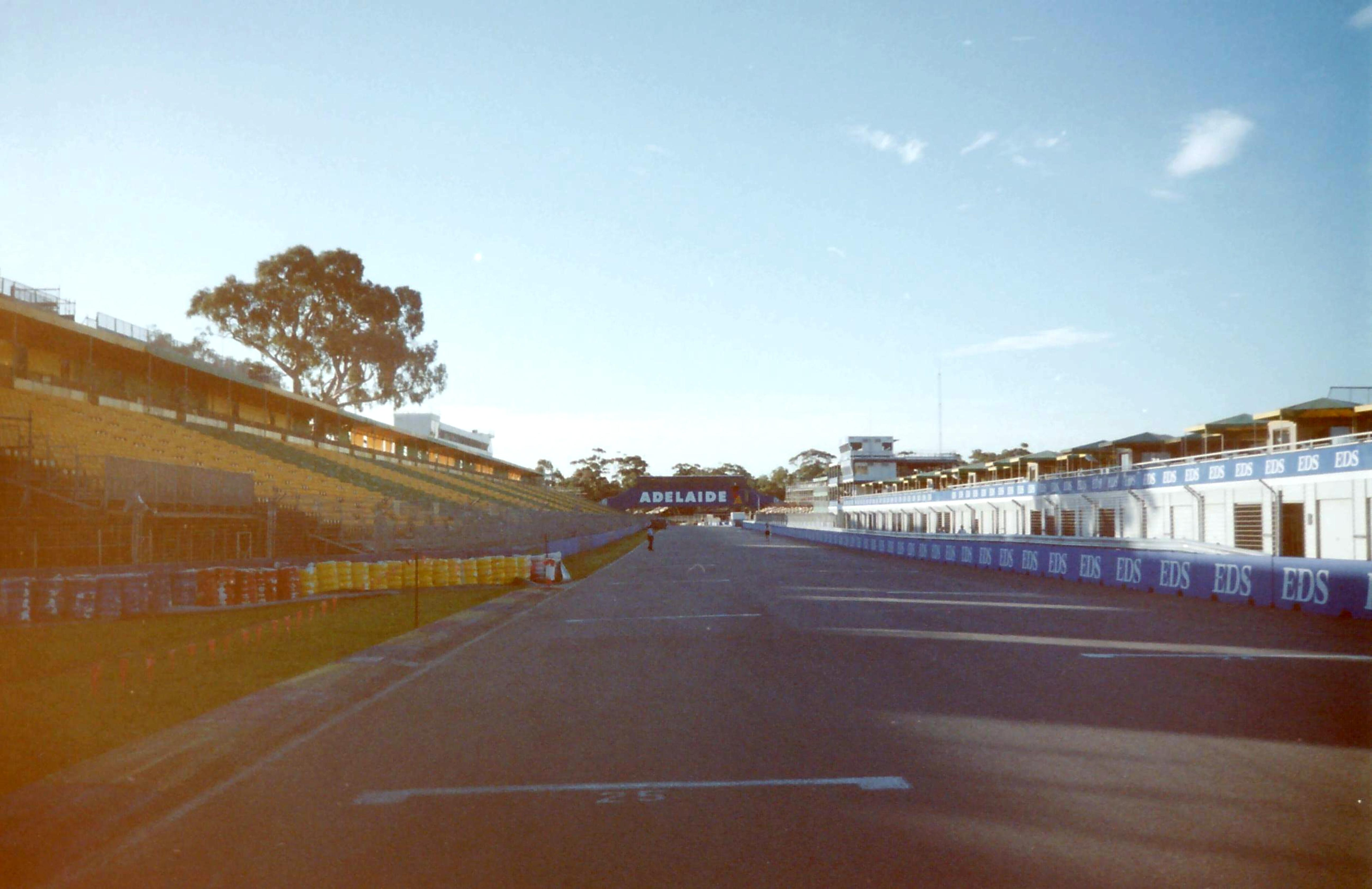
Adelaide Street Circuit przed wyścigiem

| P                 | + / –     | Nr | Kierowca              | Konstruktor        | Opony | Okr. | Czas / Strata | Komentarz                  |
| ----------------- | --------- | -- | --------------------- | ------------------ | ----- | ---- | ------------- | -------------------------- |
| 1                 | Bez zmian | 5  | Damon Hill            | Williams-Renault   | G     | 81   | 1h49:15.946   |                            |
| 2                 | 10        | 26 | Olivier Panis         | Ligier-Mugen-Honda | G     | 79   | +2 okr.       |                            |
| 3                 | 10        | 9  | Gianni Morbidelli     | Footwork-Hart      | G     | 79   | +2 okr.       |                            |
| 4                 | 6         | 7  | Mark Blundell         | McLaren-Mercedes   | G     | 79   | +2 okr.       |                            |
| 5                 | 9         | 4  | Mika Salo             | Tyrrell-Yamaha     | G     | 78   | +3 okr.       |                            |
| 6                 | 11        | 23 | Pedro Lamy            | Minardi-Ford       | G     | 78   | +3 okr.       |                            |
| 7                 | 14        | 21 | Pedro Diniz           | Forti-Ford         | G     | 77   | +4 okr.       |                            |
| 8                 | 15        | 16 | Bertrand Gachot       | Pacific-Ford       | G     | 76   | +5 okr.       |                            |
| Niesklasyfikowani |           |    |                       |                    |       |      |               |                            |
|                   |           | 3  | Ukyō Katayama         | Tyrrell-Yamaha     | G     | 70   |               | silnik                     |
|                   |           | 2  | Johnny Herbert        | Benetton-Renault   | G     | 69   |               | układ przeniesienia napędu |
|                   |           | 15 | Eddie Irvine          | Jordan-Peugeot     | G     | 62   |               | silnik                     |
|                   |           | 30 | Heinz-Harald Frentzen | Sauber-Ford        | G     | 39   |               | skrzynia biegów            |
|                   |           | 28 | Gerhard Berger        | Ferrari            | G     | 34   |               | silnik                     |
|                   |           | 25 | Martin Brundle        | Ligier-Mugen-Honda | G     | 29   |               | poślizg                    |
|                   |           | 1  | Michael Schumacher    | Benetton-Renault   | G     | 25   |               | kolizja z Alesim           |
|                   |           | 27 | Jean Alesi            | Ferrari            | G     | 23   |               | kolizja z Schumacherem     |
|                   |           | 22 | Roberto Moreno        | Forti-Ford         | G     | 21   |               | poślizg                    |
|                   |           | 14 | Rubens Barrichello    | Jordan-Peugeot     | G     | 20   |               | poślizg                    |
|                   |           | 6  | David Coulthard       | Williams-Renault   | G     | 19   |               | poślizg                    |
|                   |           | 10 | Taki Inoue            | Footwork-Hart      | G     | 15   |               | poślizg                    |
|                   |           | 29 | Karl Wendlinger       | Sauber-Ford        | G     | 8    |               | kontuzja                   |
|                   |           | 17 | Andrea Montermini     | Pacific-Ford       | G     | 2    |               | skrzynia biegów            |
|                   |           | 24 | Luca Badoer           | Minardi-Ford       | G     | 0    |               | elektryka                  |
|                   |           | 8  | Mika Häkkinen         | McLaren-Mercedes   | G     | 0    |               | nie wystartował            |
| P                 | + / –     | Nr | Kierowca              | Konstruktor        | Opony | Okr. | Czas / Strata | Komentarz                  |

### Najszybsze okrążenie
| Nr | Kierowca   | Konstruktor      | Opony | Czas     | Okr. |
| -- | ---------- | ---------------- | ----- | -------- | ---- |
| 5  | Damon Hill | Williams-Renault | G     | 1:17.943 | 16   |